# Phytoseius orizaba
Phytoseius orizaba är en spindeldjursart som beskrevs av De Leon 1965. Phytoseius orizaba ingår i släktet Phytoseius och familjen Phytoseiidae. Inga underarter finns listade i Catalogue of Life.